# Свети Николай (Команка)
„Свети Николай“ (на румънски: „Sfântul Nicolae“) е храм на Румънската православна църква в каракалското село Команка (Куманка), окръг Олт, Румъния, част от Слатинската епископия на Олтенската митрополия.

## Местоположение
Църквата е гробищен храм, разположен в южния край на селото.

## История
Храмът е издигнат в 1786 – 1789 година. В 1824 година църквата е цялостно възстановена. Изписана е през есента на 1889 година или през 1890 година от дебърския майстор Мирон Илиев заедно с брат му Велко Илиев и калфата му Саве Попбожинов. Ктитор на украсата на църквата със 75 наполеона е Паун Чок и Мирон Илиев му прави портрет на стената.